# 表現の自主規制
表現の自主規制（ひょうげんのじしゅきせい）とは、表現の自由が「絶対的で無制限」なものではないという考え方より、表現者が自ら斟酌して自らの表現に制限を課すことをいう。
単に「自主規制」と呼ばれ、これが日常慣例化するとタブーになることがある。
具体的に問題となるのは不特定多数の大衆を対象とした表現であることが多いため、一般的に、著者、出版社、作曲家や作詞家、レコード会社、放送局などが主体的に判断して言葉の置きかえや著作物の発表を取り止めるなどの行為を指すことが多い。

## 概要
基本的人権である表現の自由は、経済的自由権などに比べて優位にあるものとされる。これは、民主主義社会の成立には表現の自由の保証が不可欠であると考えられているからである。ただし、表現の自由は絶対的で無制限なものではなく、表現行為によって人の名誉やプライバシーを侵害することは許されないものであり、他の人権と衝突する場合、一定の制限を受けざるを得ない。この点から行われるものが表現の自主規制である。
基本的に「表現の自由」と「表現の責任」は一体のものであり、表現行為の責任は表現者に帰属する。従って、表現行為が他の人権を侵害するかどうかの斟酌によって行われるのが表現の自主規制で、その斟酌を行う主体は表現者である。表現の自主規制はマスコミなどに限らず、表現の自由が保証された民主主義社会においては、個人対個人のレベルより日常的に広く行われている。しかし一方で、具体的に表現のあるべき姿については多くの考え方が存在し、一義的に示すことは到底不可能である。

## マスコミの現状

### アメリカ
アメリカでは文化的経緯によりマスコミの規制ではなく、著者など個々の表現者の責任における自律が一般的である。
アメリカでは管理者はよほどのこと（明白かつ現在の危険）がない限り関与せず、被害者からの法的根拠を示した請求がされるまで削除しない、また発信者に直接、被害者から損害賠償請求などがされる。

### 日本
マスコミも利潤を追求する企業であり、読者・視聴者からの抗議などで商品である出版物などの売り上げが落ちる、あるいは差別表現が含まれた出版物の回収などで損害が出るといったことは、最も恐ろしいものである。
日本の場合、個々の表現者の責任よりも、マスコミの直接責任が問われることが多いことから、マスコミが自主基準をもって規制を行うのが一般的である。これは太平洋戦争後、民主化された日本において現実にマスコミに対する直接の法的な表現規制の動きが表面化したことが少なからずあったことによる。
日本のマスコミは、表現の自由が保証されている諸国の中で特異な存在ともなっている。これを好ましくないとする立場から、マスコミの事なかれ主義と批判されることがある。特に1965年の「博多駅テレビフィルム提出命令事件」において日本の最高裁判所は利益衡量基準（表現を認めた場合と規制した場合とのそれぞれの社会的利益を比較衡量して判断するもの）により判決を下し、以降の裁判でも利益衡量基準が用い続けられており、従って日本のマスコミの場合、その表現が他の人権などと衝突して法廷闘争に至ると勝訴の見込みはまずないことから、表現者よりもマスコミによる規制のほうが定着している。
日本のマスコミの事なかれ主義は深刻な事態を招くことがある。利益衡量基準を恐れるあまり、権力者・実力者の意見・発言などをそのまま真実としてしまう（御用報道、大本営発表）。事実、過去の事件事故で裏付け取材をすることなく、警察発表そのままに報道した結果、著しく人権を侵害する結果となった例は数知れない。また最近の例では、東京電力福島第一原子力発電所事故によって生じた退避エリアへの住民の再居住について、政府関係者の10年あるいは20年先になるとの見解を、放送各局は一見解としてではなく事実として報道した。ところがこれは専門家による検討・考察に基づかない単なる憶測であったことが間もなく分かり、訂正報道することになった。数万人の被災者と関係者は、いたずらに不安をいだき、混乱させられた。
日本の放送局の規制例として、身体的障害を表現する用語を「放送禁止用語」などとして「○○が不自由な人」と言い換えるのが一般的だが、これを例えば、過去の文学作品にまであてはめて改変しようとする行為は、過ぎたもの（言葉狩り）として批判されることがある。今日では、このような文学作品には、末尾などに「差別用語とされる語も含むが、当時の状況を鑑みまた芸術作品であることに配慮して原文のままとした。」などと記されることも多い。
受け手の立場や考え方などにより、不適切とも適切ともなるひとつひとつの表現を直接の表現者ではない第三者が判断して規制することは非常に難しい。例えば漫画であるが、小学館で『週刊ポスト』編集長代理などを務めた堀田貢得は、「漫画は『ユーモア』と『毒』が作品の味付けに不可欠といわれているが、差別表現で問題を起こした作品の『ユーモア』や『毒』は許されないもので、発行部数の膨大さからいっても社会的影響は大きく、責任も大きいものである。」と指摘、「したがって、表現者には才能やセンスも重要だが、21世紀の表現者には人権感覚が強く求められる。」と主張している。しかしまた堀田は「人権感覚は運動団体の関係者ですら、差別のカテゴリーが異なると『自信がない』と述懐するほど難しい問題で、出版業界でも人権感覚を研鑽するために社内啓発に努力しているが、なかなか理解されないのだという。あえて言えば、実際に直面しないと理解できないのではないか。」と本音も述べている。
特筆すべきは、日本放送協会（NHK）による、2010年に明らかになった相撲界の野球賭博問題を受けた大相撲名古屋場所の放送中止である。ラジオも含め、テレビで大相撲が放送されないというのは初めてのことであり、日本の放送業界全体がいわば「利益衡量」基準による「自主規制の決定過程」まで視聴者（国民）に示した。
すなわちNHKは直近の大相撲名古屋場所について、視聴者からの反対意見の多いことを主な理由に、名古屋場所が開催されるとしても放送の中止の検討を行っていることを公表した。これについて民間放送（民放）各社は、NHKが日本相撲協会に支払っている放送権料は視聴者の受信料であり、多くの反対意見に逆らって放送することは、すなわち視聴者の利益を損なうものになると解説した。
そして鳥越俊太郎は、「反対意見」の信憑性について触れ、「声なき声、つまりこの場合の「賛成意見」は寄せられないものであるから、世論実態はどうなのかをよく調査・検討して放送中止の判断をすべきである。また賛成意見に応えるために、中止したとしても、勝敗結果などはダイジェストで放送すべきである。」と述べ、結果、NHKの決定もそうなったことである。現在進行中の案件に係る放送局の自主規制決定過程が、リアルタイムにここまで明らかにされたのは過去、およそ例がない。

## 歴史
ヨーロッパにはもともと卑猥・粗雑な言葉や表現の公共の場での使用はタブーとする文化的概念が古くからあるため、こういった言葉や表現の使用は、公共の場における使用のみならず、出版物などについても法的に制限されてきた経緯がある。上位となる文化的概念や直接的な法的規制が存在するため、例えば差別用語であれば、それぞれの差別用語の使用をいちいち自主規制で禁止するという考え方そのものが存在しない。すなわち表現行為の責任は全て表現者に帰属するという考え方が古くからあり、直接の表現者ではないマスコミなどが、その主観的な判断で表現者の表現行為を規制しようとすることは珍しい。
日本での表現の自主規制は、国語辞典『言海』の一項目「かははぎ」の修正にみられるように、水平社運動が盛んだった太平洋戦争前から行われていたことが確認できる。

## 法規制に関わる自主規制

### 日本
日本ではわいせつ物頒布等の罪（刑法175条）により猥褻な文章・図画・電磁的記録（データ）の頒布や陳列は、有償・無償を問わず、禁止されている。この猥褻の概念は固定されておらず、チャタレー事件や四畳半襖の下張事件といった過去の判例を元にその時代の社会通念に照らして（最終的には裁判所により）判断されるものとなっている。このため、アダルトビデオ・成人向け漫画・アダルトゲームといった成人向けのコンテンツは猥褻だと判断されないように倫理審査団体（日本コンテンツ審査センターやコンピュータソフトウェア倫理機構など）がモザイク処理をかける自主規制を行っているが、当記事の他の自主規制と異なり、従わない場合は法令違反とされる可能性がある。
チャタレー事件の原因となった文学作品のチャタレイ夫人の恋人が後年になり完全版が発行されたり、わいせつ物として禁止されていたヘアヌードが解禁されるなど時代によって猥褻の概念に変化はあるものの、過去から2020年現在に至るまで、無修正（もしくはそれに近い）の性器を表現する事は、学術・医学目的を除いて、違法とされており、修正が無い、あるいは不十分だという理由で逮捕される事例がある。このため、他の自主規制とは性質が違う点に注意する必要がある。
なお、この規制は児童ポルノ禁止法や青少年保護育成条例における表現規制と混同される場合があるが、直接的な関係はない。現時点では規制されておらず、法規制の是非が議論されている準児童ポルノ（絵を児童ポルノと見なしたもの）などと異なり、刑法175条は既に運用されており、議論は有るにせよ2020年現在は過去複数の最高裁の判例により合憲とされている。この刑法175条については、現状にそぐわない不合理な規制であるから廃止すべきといった批判もあり、参議院議員の山田太郎が刑法175条の見直しを政策課題として掲げている。

## 表現の自主規制の例

### 出版など
『ちびくろさんぼ』問題
1988年にワシントン・ポストに掲載された日本の黒人のキャラクター人形に対する批判記事を発端として、市民団体「黒人差別をなくす会」が『ちびくろサンボ』の内容は黒人を貶めるものだと最も有名な翻訳版の発行元である岩波書店に抗議し、本書は全社自主規制で絶版になった。これを契機に黒人差別をなくそうとする世論が高まった。これを受けて、黒人差別に繋がるとして厚い唇で肌が黒いキャラクターが問題視された結果、カルピスの黒人マークが廃止され、ジャングル黒べえ・ダッコちゃん人形などが販売中止になった。その後、一部行き過ぎの面があったとして批判もあり、ダッコちゃん人形の色を変更してのリニューアル、『ちびくろサンボ』の原書直訳版刊行や岩波版の復刻など見直しが進んだ。
『無人警察』問題
1993年、高等学校の国語の文部省検定済教科書に掲載される予定であった筒井康隆の小説『無人警察』において「てんかんに関する描写、結論」が誤解・偏見を招くとして、日本てんかん協会から抗議を受け、出版元である角川書店がその収録を取り消した。
これに対して筒井は抗議、断筆を宣言した。（リンク参照、両者は痛み分けの形で譲歩・和解し、1996年に執筆再開）筒井は『噂の眞相』1993年9月号で「てんかんであったドストエフスキーは尊敬するが、彼の運転する自動車には乗りたくないし、運転してほしくなく、自分はブラックユーモアという文学的伝統を守ろうとしている作家の一人だ。」と反論している。
かな漢字変換ソフトウエアにおける漢字変換
MS-IMEやATOKなど、一部のPC用かな漢字変換ソフトウエアでは、差別用語とされている語句などが、商品出荷時の辞書登録から除外されており、初期状態では変換できない。なお、同用語であってもmacOSに標準搭載されていることえりでは出荷時の状態で変換が可能であったりと、必ずしも共通した見識や条件で採用されているとは限らない。
紀伊國屋書店における一部漫画の撤去
1999年に児童ポルノ禁止法が施行されたときに、紀伊國屋書店で18歳未満の性描写がある一部の漫画が撤去された。この出来事は過剰な自主規制の象徴的存在とされている。

### 映像作品

#### アニメ化に伴う変更点
原作漫画に存在した残虐や暴力・お色気描写を規制する動きが1990年代以降、急増した。
主な規制された作品
- 放送休止、打ち切り
  - ひぐらしのなく頃に解
  - School Days
  - PSYCHO-PASS サイコパス
- 欠番
  - サウスパーク
  - ザ・シンプソンズ
  - ポケットモンスター
  - ジョジョの奇妙な冒険(OVA版)
- 黒塗り部分あり
  - ジョジョの奇妙な冒険 シリーズ
  - テラフォーマーズ
  - コープスパーティー Missing_Footage
- モザイク処理
  - ポプテピピック - テレビ放送版のファックサインが該当する。

#### テレビドラマ及び映画
アニメと同様に極端な描写は規制される。
- 放送休止、打ち切り
  - エコエコアザラク
- 公開中止もしくは発売中止
  - ミシマ:ア・ライフ・イン・フォー・チャプターズ
  - 南部の唄
  - スクラップ ストーリー ある愛の物語
  - 思春の森
  - 首都高速トライアルMAX
- 欠番
  - ウルトラセブン(第12話)
  - Xファイル
  - ER緊急救命室
- 表現修正
  - 愛のコリーダ
  - ソウ3
  - ラスト、コーション
  - 幸せの時間

### 音楽

#### 発売の禁止または歌詞の変更など
歌詞に暴力的、差別的、卑猥な内容などがある場合、例えばCDの発売にあたっては、歌手がはっきり歌っていても、その歌詞カードに載せないことがある。これらはレコ倫またはレコード会社の判断による。
1997年11月21日に当時のCBSソニー（現ソニー・ミュージックエンタテインメント）から発売された加藤登紀子のアルバム『TOKIKO CRY 〜美しい昔〜 さよなら私の愛した20世紀たち　Vol.2』に収録された「影のジプシー」作中の「ジプシー」という語に対し使用に抗議があり問題視され、「闇の中で」と改題された。これが契機になり、同社から発売された別の音源にも自主規制が及ぶことになり、1980年発売の山口百恵の『謝肉祭』には、歌詞にあった「ジプシー」という語ゆえに、1997年7月21日発売の「山口百恵ベスト・セレクションVol.2」を最後にしばらくCD収録が見送られた。1974年発売の吉田拓郎の『ペニーレインでバーボン』の歌詞にある「つんぼ桟敷」という語もまた問題とされ廃盤となった。「謝肉祭」に関しては、引退公演の模様を収めたDVDからもカットされたが（ライブCD、またライブビデオやLD発売時はカットされず収録）、2005年5月25日発売の「コンプリート百恵回帰」に「謝肉祭」を収録したことについての注釈を歌詞カードに載せ収録されたことを契機に、2006年1月18日に発売された山口の「モモエ・ライブ・プレムアム」ではCD・DVD共にカットされず収録された。『ペニーレイン～』は2006年の「つま恋」コンサートで吉田拓郎本人が「蚊帳の外で」と言い換えて歌い、2009年発売のBOXセット『Takuro Premium 1971 - 1975』では当該曲を削除することにより、吉田自身のこの曲に対する態度を表明している。その後、2022年12月21日に収録アルバム「今はまだ人生を語らず」の再発売時に無修正で収録された。
近年では、トッド・ラングレンのアルバム『nearly human』は日本盤でジャケットを作り変えられた（6本指の手形を5本指に変更）。2002年にはキングギドラの『UNSTOPPABLE』『F.F.B.』の歌詞に同性愛者やエイズ患者に対する表現が問題となり、回収、発売が中止されたことがある。

#### 放送の禁止
発売禁止にならない楽曲であっても、猥褻、暴力表現が強いとされる曲は、放送局の判断により、その全てまたは一部が放送されないことがある。また「イムジン河」のように政治的要因から規制された例もある。
なおこういった楽曲は「放送禁止歌」と呼ばれているが、森達也のTVドキュメンタリー「放送禁止歌」（1999年）により、戦後日本の放送において「放送禁止歌」なるものは存在せず、各放送局が「危うきに近寄らず」で規制しているだけのものであることが明らかにされた。
始まりは1959年、日本民間放送連盟（民放連）が、「要注意歌謡曲指定制度」（正しくは「放送音楽などの取り扱い内規」）を定め、放送上問題となる楽曲を「要注意歌謡曲」として指定し、各放送局に通達したことによる。本来、この制度は拘束力のない単なる「目安・参考資料」であり、各局がそれぞれ判断して決めるというものであったが、多くの番組制作現場にはそのようなことは知らされておらず、番組制作担当者は「要注意歌謡曲」を事実上「放送禁止歌」として扱った。ちなみに、放送事業を規制する法令である電波法に抵触するとして実際に放送できなかったのは、邦楽ではピンク・レディーの「S・O・S」が挙げられる。
この制度は1983年に廃止されたが、かつて指定された曲の多くは放送されないままである。
最終的な要注意歌謡曲の消滅時期に関しては、経過措置の関係から特定が難しいが、民放連の公式見解である1987年とするのが一般的である。なお消滅を1988年とする資料もある。）

### 特定の企業・団体名や商品名など
上述の例は概ね、日本独特のものであるが、特定の企業・団体名や商品名などについての取り扱いの制限などは各国の法の下、世界的にマスコミで広く行われている規制の代表である。以下、放送を例にして述べる。
例えば日本の「公共放送」であるNHKでは、その番組基準第12項の規定により、事件・事故報道や、社会的に大きな影響がある話題の報道を除き、全ての番組で、特定の企業・団体名や商品名を出さないように極力配慮される。過去、楽曲についても規制されていて、音楽番組レッツゴーヤングでは、山口百恵の「プレイバックPart2」中の「真っ赤なポルシェ」を「真っ赤なクルマ」に置きかえて歌わさせたり、NHK紅白歌合戦でも該当するものについては、同様の措置がとられていた。
この規制は、NHKが「公共放送」としていることから、特定の企業・団体・商品がその放送により有利なものとならないようにするための配慮により設けられているものであるが、これ以前の問題として、NHKといえども、日本の商標法などによる規制を受けるためでもある。
商標法は各国によって異なること、また商標法は各国内においてそれぞれ有効であることなどから、NHKとの共同制作番組の多いイギリスのBBCは、娯楽番組も含めて、特定の企業・団体名や商標を特に隠したりはしない。一方、台湾では国営放送のみならず、放送においては通常、隠すのが一般的である。また米国では例えば日本で商標登録がなされていても米国で登録のなされていないものについて「TM」と表記することは違法となるため、この部分のみ隠すといったことがなされるが、責任の所在はあくまでも商標権者にあるので、商標権者の責任において規制されるのが一般的である。なお会社・団体名についても登録商標とすることができるため、今日、会社・団体名も商標登録されていることが多く、これらは商品名と同じ扱いとされる。
一方、「商業放送」である民間放送局ではその番組内でも特定の企業・団体名、商品名の使用がなされる。しかしその使用についてはあらかじめ商標権者の許可を受けて行なう、あるいはCM、すなわち他のスポンサーとの関係を図るなど、むしろその取り扱いは国営放送あるいは公共放送よりも複雑かつ慎重である。例えば日本では、ある自動車会社がその新型車に独自の新技術を投入し、売上をのばしているという話題を番組中で取り上げた場合、その番組に他の自動車会社がスポンサーとしてついている場合、そのCMについてはスポンサーと協議（具体的な放送内容をスポンサーに示して協議するのではなく、スポンサー契約時に特定の企業・団体を指定せず「番組中、同業他社の話題を取りあげ、その商品を取りあげた場合には～」といった取り決めがなされる。）の上で放送するといった細かな配慮がなされる。なおこのようなCMの自主規制は、スポンサーの広告効果を高めるための民間放送局の商取引（サービス）として積極的に行われる例でもある。なおCMには「不公正取引の防止」「消費者保護」「行政施策の必要性」などの観点からさまざまな規制が実施されている。
最近では、NHKでもドラマのシーンでコカコーラを飲むシーンがあったり、ラジオ放送で、放送中であるUHF系列のアニメのアニメソングをアニメタイトル紹介有りで放送することもあるようになっている。（前者はだんだん後者は今日は一日○○三昧）一方、経営難に陥っている民間放送局では商標権者の許可がとれないために、商標を隠して放送することも増えている。
なお、具体的にどのような自主規制やタブーが存在するのかは、報道におけるタブーに、より詳細な内容が記載されているので参照されたい。

## 民間企業による検閲

### クレジットカード会社
クレジットカードを発行する企業が成人コンテンツの販売サイトに対し、特定ジャンルのタイトルや表現の検閲を要求し従わない場合は取引を停止するという措置を行っている。これはカードブランドのイメージ保護や、アメリカでの児童ポルノ訴訟に巻き込まれることを警戒した防衛措置という見解がある。決済代行会社も要望により取引を停止する措置をとっている。
販売サイトでは検索ワードで不適切とされた語句を伏せ字にする、「ロリ」→「ひよこ」、「獣姦」→「動物なかよし」など隠語表現に切り替えるなどの措置を実施している。
クレジットカード会社は出版社に対し、出版物のタイトルについても制限を設けると通知を送っており、一般向け書籍にも影響が及ぶとされる。
この問題を調査するためVISAを訪問した山田太郎に対して、合法・非合法の法的判断は行っているが、その国での合法な商品に対して価値判断は行なっていない、と回答している。
マンガ図書館Zは配信作品にアダルト作品が含まれていることを理由に決済代行会社から圧力がかかっており、2024年には突如として決済が停止され支払いも留保されたことでサービス停止に追い込まれた。送付された禁止ワードの中には一般向け作品に使われる「犯」1文字もあったという。
クレジットカードのシステムが複雑であるため特定は難しいが、一時取引を停止されたがSNSなどで話題が大きく取り上げられた後に撤回された事例や、チェックはタイトルのみで本文に禁止ワードが含まれていても規制されてないことから、業界全体の統一ルールではなくVISAがブランド保護のために実施する厳しいペナルティを警戒した決済代行会社や加盟店契約会社の現場担当者が、予防的措置として行っているという推測もある。

## 宣伝への利用
「上映禁止」「放送禁止」などの言葉には猥褻、暴力性が強いというイメージがあるため、逆に作品の宣伝など利用されることもある。具体例としては山平和彦の「放送禁止歌」、ザ・タイマーズの「放送禁止ソング」など、サブカルチャーや反体制的な集団・文化等で風刺やギャグとしても用いられる。アニメ「大魔法峠」のキャラクターソング「ぷにえの放送禁止ソング」は猥雑さや暴力性を含む内容となっている。